# Hospital de Guarnição de Bagé
O Hospital de Guarnição de Bagé (HGuBa) é uma unidade de saúde do Exército Brasileiro localizada no bairro Castro Alves, em Bagé. O HGuBa foi fundado com a denominação atual em 1953, por Portaria Ministerial nº284, de 8 de julho daquele ano.

## História[1]
Em 1890 a Enfermaria Militar de Bagé foi elevada a nível de Hospital Militar e teve como Chefe o Major Médico Agripino Pontes.
O Hospital Militar tinha uma função denominada Enfermeiro-Mor e era desempenhada por Antônio Fernandes de Oliveira, o qual ficou fora do centro de resistência da Praça da Matriz, conhecido como Cerco de Bagé, na Revolução Federalista de 1893, tendo sido aprisionado pelos revoltosos e obrigado a prestar socorro aos revolucionários feridos, praticando cirurgias para extração de balas.
Em 1898, foi formalizado a doação do terreno aonde se situa o atual Hospital, feito pelos descendente do Barão de Bagé – Almirante Paulo da Silva Gama, que recebeu da coroa os Rincões de Santa Tecla e Cavalhada. Essas terras abrigam o perímetro da atual Cidade de Bagé.
No início do século XX, o efetivo militar foi reduzido e o Regimento de Artilharia passou a Grupo, tendo o Hospital Militar voltado à condição de Enfermaria.
Em 18 de junho de 1919, a Enfermaria Militar de Bagé, passa a denominação de Hospital Militar, agora com o acréscimo de 2ª Classe, que se refere, não a qualidade do atendimento prestado, mas sim a extensão dos seus serviços. Essa classificação ainda permanece, tanto em Campanha como em tempos de paz.

## Atendimento
O HGuBa atende toda a guarnição de Bagé, Dom Pedrito, São Gabriel, Santana do Livramento e também Jaguarão. Se somados os militares e seus familiares são mais de 10 mil pessoas que utilizam os serviços de Pronto-Socorro, internação, atendimento ambulatorial e de consultas, bem como o centro cirúrgico de médio porte. O efetivo do hospital é formado por 25 médicos e 125 militares.

## Missão
Prestar assistência em saúde à família militar, com qualidade e eficiência, consoante aos preceitos da técnica, legalidade e bom senso, destacando-se a humanização do atendimento prestado.